# Céhbehívó jelvény
A céhbehívó jelvény vagy egyszerűen behívójelvény a középkori–koraújkori céhek fontos hatalmi jelvénye volt: ennek körbeküldésével hívták össze a céh gyűléseit. Az üzenet átadója a jelvény felmutatásával igazolta, hogy az üzenet hivatalos és a céhmestertől ered.
Erre különösen a középkor elején volt szükség, amikor a mesterek nagy többsége még írástudatlan volt, szükségképpen az asszociatív memória a mainál sokkal vizuálisabb volt; képeken, szimbólumokon alapult — igazoló jellege azonban később is fennmaradt, hasonlatosan ahhoz, ahogyan ma a pecsétes papírokat fogadjuk el hivatalosaknak. Idővel egyes vidékeken az absztraktabb céhbehívó tábla (behívótábla) váltotta fel.

## Kialakulásuk
A behívójelvényekről az első adatok a 13. századi Flandriából és a flamand céhekkel kereskedelmi kapcsolatban álló észak-itáliai városállamokból maradtak fenn. Használatuk valószínűleg erről a két vidékről terjedt át a Kárpát-medencébe:
- Flandriából Hollandián és Vesztfálián, Szászországon, Szilézián és az Érchegységen (Luzsicán) át;
- Észak-Itáliából a 13. században betelepített hospesekkel.

## Használatuk
A jelvény járatásával hívták egybe a céh gyűléseit, hirdették ki közleményeit. Ennek menetét a céhbehívó tábla leírásánál ismertetjük részletesen. Azokban a céhekben, amelyek a jelvényről a behívótábla járatására tértek át, a jelvény járatásának szokása gyakran a legénytársaságokban élt tovább.

## Anyaguk, formájuk
A jelvény fából vagy fémből készült. A nagyobbak aljára nyelet erősítettek, hogy kézben lehessen tartani vagy a tetejére karikán láncot fűztek át, hogy nyakba lehessen akasztani. A kisebbek (ismeretlen okból) eleinte tarsoly (Büchse) formájúak voltak; ezt fokozatosan váltotta fel a pajzs alak. A tarsoly forma (küldönctarsoly — németül Botenbüchse, hollandul bodebus) a 15. században egész Európában elterjedt, de a 17. századra szinte teljesen felváltotta a pajzs. A két formát közösen hordozható jelvénynek (Tragzeichen; holland nyelvterületen draggteken) hívják.
A brémai hajósok kis, pajzs alakú ezüst behívójelvényét (Botenschild, azaz hírnökpajzs) a testület hírnöke (Bote) a kabátjára tűzte. Formája, illetve a pajzs alakú jelvények rajzolata rendszerint a céh jellegére utalt:
- a halász céheké gyakran volt hal alakú,
- a vargáké kaptafa alakú,
- posztósoké díszes orsó,
- a kovácsoké szeg vagy kalapács stb.